# 鶴光 セブンミニッツ
『鶴光 セブンミニッツ』（つるこ せぶんみにっつ）はニッポン放送で2008年9月29日から2009年4月3日まで放送されていたミニ番組。

## 概要
番組構成は、『笑福亭鶴光のオールナイトニッポン』などの番組で放送してきたコーナーを日替わりで放送する構成で、鶴光の今までの番組のいいとこ取りした番組である。また、鶴光の番組では『噂のゴールデンアワー』以降はアシスタントの女性が付いていたが、この番組においては1人で番組進行を行う。1人での番組進行は『オールナイトニッポン』以来である。
2009年3月時点で、鶴光が自身のブログでリーマンショックに伴う世界同時不況煽りの製作費削減に伴い、番組放送期間の延長がないことを明言し、同年4月3日にて番組は終了。『鶴光の噂のゴールデンアワー』が2003年3月に終了して以降も、鶴光のレギュラー番組は2007年まで平日若しくは週末のナイターオフ期に絶え間なく編成されていたが、当番組をもって一旦途絶えることになった。また、『笑福亭鶴光のオールナイトニッポン』から35年間続いたレギュラー放送という形も当番組をもって一旦最後となった。
以後、ニッポン放送制作で鶴光の番組は年1回の単発番組が編成されるに留まり、2017年1月にオールナイトニッポン50周年プロジェクトで開始したJ:COMとのダブルネーム番組である『笑福亭鶴光のオールナイトニッポン.TV@J:COM』まで編成されることはなかった。2020年11月からはナイターオフ期の平日の番組として『鶴光の噂のゴールデンリクエスト』がレギュラー化され、本番組終了以来11年半ぶりに、ニッポン放送における鶴光のレギュラー番組が復活することになった。

## 出演者

### パーソナリティ
- 笑福亭鶴光

## 放送時間
- 平日 21:50 - 21:57(2008年9月29日 - 2009年4月3日)

### ネット局
単発ではあるが、2008年12月31日と2009年1月2日放送分のみ信越放送にてネットされた。

## コーナー
- きょうはナニの日。アハ～ン♪

OPトークでの「今日は何の日」の紹介
- 日替わりネタ
- 月曜：驚き桃の木ビックリ話

『オールナイトニッポン』時代のコーナーの復刻版。怪談話に見立てたダジャレを紹介する
- 火曜：おどれニセモノやろ!

- 水曜：ツールデン洋画劇場

- 木曜：オバマ大統領 Yes We Can!

- 金曜：ミッドナイトストーリー

『オールナイトニッポン』時代のコーナーの復刻版。エッチなストーリーを連想させながらも、実際にはその内容とは関係のない行為をしていたオチを付ける物語